# 钢都花园街道
钢都花园街道，是中华人民共和国湖北省武汉市青山区下辖的一个乡镇级行政单位。
武汉市青山区钢都花园管理委员会于2002年8月26日经区编委批准成立。内设党政办公室、社会事务管理科、综合管理科，下辖8个社区居委会；辖区占地1461.6亩，总建筑面积122.99万平方米，建筑总投资18亿多元，目前已入住居民4万多人。      
管委会主要职责是代钢花村街行使政府职能，执行党的路线、方针、政策和国家的法律法规，统一管理辖区内的公共事务，指导和支持社区居委会开展社会治安综合治理、人民调解、爱国卫生、计划生育、宣传教育、文明创建等工作，加强社区建设，强化社区服务，积极推进政企共建，不断提升社区功能，提高居民生活质量和文化品位，为辖区政治、经济、文化发展创造良好的外部环境。钢都花园管理委员会总编制人数8人，其中行政编制8人，事业编制0人（其中参照公务员法管理0人）。
2022年8月3日，撤销钢都花园管理委员会，成立钢都花园街道办事处。原钢都花园管理委员会管辖区域及辖区内社会事务由新成立的钢都花园街道办事处继承，同时将红卫路街道园林巷以东，和平大道以南，建设一路以西，建港南街以北的才惠社区整体区域划入新成立的钢都花园街道；将红卫路街道才聚社区62街坊及部分区域划入新成立的钢都花园街道125社区；将钢花村街道三弓路以西、建港南街以南的青山区检察院、121社区的部分区域划入新成立的钢都花园街道123社区。

## 行政区划
钢都花园街道下辖以下地区：
122街社区、123街社区、才惠社区、125街社区、126街社区、园林社区、绿景苑社区。
钢都花园街道范围：东以建设一路、建港南街、三弓路、友谊大道中心线、区界与红卫路街道、钢花村街道、和平街道（属洪山区）相接，南与和平街道（属洪山区）接壤，西与杨园街道（属武昌区）相邻，北以和平大道中心线与红卫路街道相连。